# اون توری
اون توری (انگلیسی: Owen Torrey; ۳۱ اکتبر ۱۹۲۵ – ۱۳ فوریهٔ ۲۰۰۱) قایقران قایق بادبانی اهل ایالات متحده آمریکا بود.